# バスケットボールチュニジア代表
バスケットボールチュニジア代表（Tunisia national basketball team）は、チュニジアバスケットボール連盟により国際大会に派遣されるバスケットボールのナショナルチームである。
2010年の世界選手権で初出場を決める。

## 主な国際大会成績
- 夏季オリンピック

| 年     | 順位 | 勝 | 敗 |
| ------ | ---- | -- | -- |
| 2012年 | 11位 | 0  | 5  |
| 合計   | –    | 0  | 5  |

- W杯の成績

| 年     | 順位 | 勝 | 敗 |
| ------ | ---- | -- | -- |
| 2010年 | 21位 | 0  | 5  |
| 2019年 | 20位 | 0  | 5  |
| 合計   | –    | 0  | 5  |

- アフリカ選手権の成績
  - 優勝：2011, 2017, 2021
  - 準優勝：1965
  - 3位 : 1970, 1974, 2009, 2015

## 歴代代表選手
- サラー・メジュリ
- オマール・アバダ
- マイケル・ロール（バスケットボール選手）
- アクレム・ベン・ロムダン

## 歴代代表ヘッドコーチ
- マリオ・パルマ （2016-2019）
- ダーク・バウアーマン （2020-2022）
- エルマン・クンター （2022-